# Jassargus bisubulatus
Jassargus bisubulatus är en insektsart som beskrevs av Then 1896. Jassargus bisubulatus ingår i släktet Jassargus och familjen dvärgstritar. Inga underarter finns listade i Catalogue of Life.